# Saturn (альбом)
Saturn — пятый студийный альбом лазер-группы Flame of Life и второй с участием электрогитаристки Amsheah и клавишника Дэмиена Нолана. Выпущен 2 апреля 2024 года на люксембургской платформе Jamendo. Синглы с альбома — «Emdegore» и «Kalemai» вышли 16 января и 15 февраля соответственно. Это второй релиз группы, записанный на сакмалайском языке.

## Список композиций
Все тексты написаны Фазером, вся музыка написана Flame of Life.
| №   | Название              | Длительность |
| --- | --------------------- | ------------ |
| 1.  | «Mablai»              | 4:32         |
| 2.  | «Horaize»             | 2:22         |
| 3.  | «Aesm Ra»             | 5:43         |
| 4.  | «Nomo Emarade»        | 4:23         |
| 5.  | «Afalei Hamshet Ivua» | 2:57         |
| 6.  | «Septa Mela»          | 2:34         |
| 7.  | «Tarrakomt»           | 2:45         |
| 8.  | «Gareort»             | 2:29         |
| 9.  | «Saturn»              | 6:12         |
| 10. | «Safle»               | 5:38         |
| 11. | «Dafnat»              | 2:20         |
| 12. | «Amleitalaumt»        | 2:56         |
| 13. | «Emdegore»            | 4:00         |
| 14. | «Kalemai»             | 2:54         |

## История записи
Осенью 2023 года Flame of Life провели тур в Норвегии совместно с the Tunnels, после чего обе группы вернулись в студию. Хотя каждый коллектив работал над собственными песнями, музыканты помогали друг другу: вместе экспериментировали, делились наработками и оказывали всестороннюю поддержку.

## Участники записи
- Fazer — вокал
- The Bottle — акустическая гитара
- Amsheah — электрогитара
- Dead Flower — бас-гитара
- Arxonix — диджей
- Дэмиен Нолан — клавишные
- The Cowboy — ударные

## Музыкальный стиль
Журнал Artist Central отметил, что в новом альбоме присутствуют эксперименты из Atomic Cocktail 2016 года. Палитра звуков в Saturn достаточно новаторская, но в то же время знакомая. В целом, альбом продолжает лазерную традицию одноимённого диска 2017 года и Red Sunset 2019 года. По мнению The Industry Times, Saturn представляет собой концептуальное продолжение El Kama, где группа смешивает экспериментальное звучание с традиционной лазерной музыкой. В материале присутствуют элементы гранжа и индастриала, отмечается хаотичная структура композиций.
В песне «Emdegore» журнал Just Indie Art отметил обилие синтезаторных эффектов и сложных структур, в которых группа хорошо ориентируется. Издание заметило на записи вкрапления прогрессивного рока. По мнению журнала Roots That Rock, сакмалайский язык песни прекрасно сочетается с фирменным лазерным звучанием.
Издание The Further охарактеризовало трек «Kalemai» как мрачный «деконструированный» рок с перегруженными гитарами и прогрессивным ритмом. Был отмечен чистый дистанционный вокал и lo-fi атмосфера, стимулирующая воображение. Журнал Daily Music Spin назвал песню простой, но запоминающейся лазер-композицией. Издание отметило серьёзные отличия «Kalemai» от норм традиционного рока.
В Rock Culture дали неоднозначные оценки диску. Песня «Safle» была охарактеризована как "поп 70-х, порождённый из ада" с сильным искажением гитар и вокала. Журнал назвал композицию «Septa Mela» готовым саундтреком к культовому фильму ужасов, а «Gareort» — самой умеренной песней альбома. В треке «Tarramkont» отмечены партии пианино.
Адам Джонс сравнил подачу в треке «Horaize» с Misfits. В композиции «Aesm Ra» гипнотические вокальные петли вкупе с синтезированным басом создают характерную космическую атмосферу, в то время как том-том выступает "земным противовесом".